# EchoStar

Logotipo da EchoStar.

EchoStar Corporation é um fornecedor global de serviços de satélite e desenvolvedor de tecnologias híbridas de distribuição de vídeo. A EchoStar é o proprietário e operador da frota de satélite para a Dish Network estreitamente ligadas. A empresa também projeta e fabrica set-top boxes para receber as transmissões Freeview no Reino Unido, bem como receptores para Bell TV no Canadá. A EchoStar também é proprietária da Sling Media, empresa que projeta e constrói o dispositivo de TV streaming de Slingbox, e provedor de internet via satélite da Hughes Communications. Até 2008, A EchoStar operou a marca serviço Dish Network; a marca Dish Network foi desmembrada como Dish Network Corporation em 1 de janeiro de 2008.

## Satélites
| Satélite                 | Localização           | Data de lançamento      | Tipo                                              | Nota |
| ------------------------ | --------------------- | ----------------------- | ------------------------------------------------- | --- |
| EchoStar I               | 77° Oeste             | 28 de dezembro de 1995  | Lockheed Martin Astro Space Series 7000 (AS-7000) | Localizado na posição 77º Oeste é usado para fornecer serviço de televisão Dish Mexico Dish México. |
| EchoStar II              | 148° Oeste            | 10 de setembro de 1996  | Lockheed Martin Astro Space Series 7000 (AS-7000) | O satélite saiu de serviço em 14 de julho de 2008 após sofrer uma falha total. |
| EchoStar III             | 61,5° Oeste           | 5 de outubro de 1997    | Lockheed Martin Missiles and Space A2100AX        | O satélite tem mostrado inúmeros defeitos, será substituído no futuro próximo. |
| EchoStar IV              | 77° Oeste (inclinado) | 7 de maio de 1998       | Lockheed Martin Missiles and Space A2100AX        | A EchoStar colocou este satélite na posição orbital de 77° Oeste controlada pelo México para fornecer o serviço Dish México. O satélite saiu de serviço em julho de 2011 e enviado para uma órbita cemitério.                                                                                                   |
| EchoStar V               | 148° Oeste            | 23 de setembro de 1999  | Space Systems/Loral LS-1300                       | O EchoStar V foi substituído na posição de 129° (HD nacional e HD e SD local) pelo Ciel 2. O EchoStar V foi desligado e transferido para uma órbita cemitério. |
| EchoStar VI              | 61,5° Oeste           | 14 de julho de 2000     | Space Systems/Loral LS-1300                       | Recentemente mudou-se para a posição 72,5° depois de ser substituído. Este satélite é utilizado como backup em órbita. |
| EchoStar VII             | 119° Oeste            | 21 de fevereiro de 2002 | Lockheed Martin Missiles and Space A2100AX        | |
| EchoStar VIII            | 77° Oeste             | 22 de agosto de 2002    | Space Systems/Loral LS-1300                       | |
| EchoStar IX/ Galaxy 23   | 121° Oeste            | 7 de agosto de 2003     | Space Systems/Loral LS-1300                       | Este satélite é de propriedade da EchoStar e Intelsat. A banda Ku é de propriedade da EchoStar. A banda Ka também é de propriedade da EchoStar, mas atualmente não está em uso. A Banda C é de propriedade da Intelsat e é conhecido como Galaxy 23.                                                            |
| EchoStar X               | 110° Oeste            | 15 de fevereiro de 2006 | Lockheed Martin Missiles and Space A2100AX        | |
| EchoStar XI              | 110° Oeste            | 16 de julho de 2008     | Space Systems/Loral LS-1300                       | |
| EchoStar XII/ Rainbow-1  | 61,5° Oeste           | 17 de julho de 2003     | Lockheed-Martin A2100XS                           | O Rainbow 1 foi lançado pela Cablevision/Rainbow DBS e utilizado para o serviço Voom DBS na posição de 61,5° Oeste, até que o satélite foi vendido para a EchoStar em 2005. Em março de 2006 a Dish Network renomeou o mesmo para EchoStar XII. Está colocalizado com o EchoStar III na posição de 61,5° Oeste. |
| EchoStar XIII/ CMBStar 1 | --                    | Não foi lançado         | Space Systems/Loral LS-1300                       | Seria lançado na China, Mas, nunca foi lançado. |
| EchoStar XIV             | 119° Oeste            | 20 de março de 2010     | Space Systems/Loral LS-1300                       | Concebido para melhorar o sinal em canais locais. |
| EchoStar XV              | 61,5° Oeste           | 10 de julho de 2010     | Space Systems/Loral LS-1300                       | |
| EchoStar XVI             | 61,5° Oeste           | 20 de novembro de 2012  | Space Systems/Loral LS-1300                       | Ele fornece capacidade adicional na localização orbital 61,5. |
| EchoStar XVII            | 107° Oeste            | 5 de julho de 2012      | Space Systems/Loral LS-1300                       | |
| EchoStar XVIII           | 110° Oeste            | 18 de junho de 2016     | Space Systems/Loral LS-1300                       | |
| EchoStar XIX/ Jupiter 2  | 109° Oeste            | 18 de dezembro de 2016  | Space Systems/Loral LS-1300                       | |
| EchoStar XXI             | 10,25° Leste          | 8 de junho de 2017      | Space Systems/Loral LS-1300                       | Anteriormente denominado de TerreStar 2 e EchoStar T2, o satélite foi adquirido pela EchoStar em março de 2012 e rebatizado para EchoStar T2. |
| EchoStar XXIII           | 45° Oeste             | 16 de março de 2017     | Space Systems/Loral LS-1300                       | |
| EchoStar 105/SES-11      | 105° Oeste            | 11 de outubro de 2017   | Space Systems/Loral LS-1300                       | Também conhecido por SES-11. |
| EchoStar G1              | 93° Oeste             | 14 de abril de 2008     | Space Systems/Loral LS-1300                       | Anteriormente denominado de ICO-G 1 e DBSD G1, o satélite foi adquirido pela EchoStar em março de 2012 e rebatizado para Echostar G1. |
| EchoStar T1              | 111° Oeste            | 1 de julho de 2009      | Space Systems/Loral LS-1300                       | Anteriormente denominado de TerreStar 1, o satélite foi adquirido pela EchoStar em março de 2012 e rebatizado para EchoStar T1. |